# Portulaca mauritiensis
Portulaca mauritiensis är en portlakväxtart som beskrevs av Karl von Poellnitz. Portulaca mauritiensis ingår i släktet portlaker, och familjen portlakväxter. Inga underarter finns listade i Catalogue of Life.